# 신후카에역
신후카에역(일본어: 新深江駅, しんふかええき)은 일본 오사카부 오사카시 히가시나리구에 있는 오사카 시영 지하철의 철도역이다.

## 개요 및 역 구조
섬식 1면 2선의 승강장이 있는 지하역이다. 개찰구는 동서 한 군데에 있다.

### 승강장
| 1 | ■ 센니치마에 선 | 미나미타쓰미 방면               |
| 2 | ■ 센니치마에 선 | 쓰루하시 · 난바 · 노다한신 방면 |

## 역세권 정보
- 국도 제308호선 (일본)(일본어판)

## 역사
- 1969년 4월 16일: 영업 개시.
- 1981년 12월 2일: 당역 ~ 미나미타쓰미 간 연장 개통, 중간역이 됨.

## 인접역
| ■ 오사카 메트로 센니치마에선 | ■ 오사카 메트로 센니치마에선  | ■ 오사카 메트로 센니치마에선 |
| ---------------------------- | ----------------------------- | ---------------------------- |
| S20 이마자토 노다한신 방면   | ■ 오사카 지하철 센니치마에 선 | S22 쇼지 미나미타쓰미 방면   |